# أيغيستان (أرارات)
مدينة أيغيستان (بالأرمينية:Այգեստան) (بالإنجليزية: Aygestan)‏ هي إحدى المدن التابعة لمقاطعة أرارات في أرمينيا. يقدر عدد سكانها بـ 2542 نسمة حسب الإحصاء الذي جرى عام 2011.